# Euclidia taurica
Euclidia taurica là một loài bướm đêm trong họ Erebidae.